# 白石市民バス

白石市民バス（現在の車両）

白石市民バス（しろいししみんバス）は、宮城県白石市にて運行しているコミュニティバスである。愛称は「きゃっするくん」。
運行形態は自家用自動車（白ナンバー車）による有償運送で、運転業務および車両管理業務をミヤコーバス白石営業所に委託している。

## 概要
- 運賃は1回乗車で200円（70歳以上・高校生は100円）、中学生以下および障害者は無料。11枚綴り1,000円の回数券を発売。
- 土曜・日曜・祝日及び年末年始（12月29日～1月3日）は運休。

## 沿革
- 2005年（平成17年）4月1日 - 運行開始。
- 2006年（平成18年）4月 - 時刻改正。薬師堂線を新設（木曜のみの運行）、三本木線を牧場入口まで延長。
- 2007年（平成19年）4月 - 時刻改正。「薬師の湯ひまわりセンター」オープンにより、薬師堂線を月曜～金曜毎日運行化のうえ増便。
- 2010年（平成22年）
  - 4月1日 - 運賃改定。一般利用が100円から200円に、70歳以上の利用が無料から100円となる。
  - 10月1日 - ミヤコーバス七ヶ宿線の廃止に伴い、小原線の運行を開始[1]。
- 2014年（平成26年）7月 - 老朽化の進んだバス1台を東北ずん子と、白石市のキャラクター「白石の妖精ぴち」が描かれたバスに交換[2]。
- 2015年（平成27年）4月1日 - 刈田病院シャトルバス廃止に伴い、越河線、白角線及び大張線の刈田病院乗り入れ開始。
- 2016年（平成28年）4月7日 - ゲームソフト「戦国BASARA4」のキャラクター、片倉小十郎を描いたバス車両（画像参照）を白角線で運行開始[3]。
- 2018年（平成30年）10月1日 - 中心市街地循環便の試験運行を開始（2019年（平成31年）3月31日まで）[4]。

## 路線

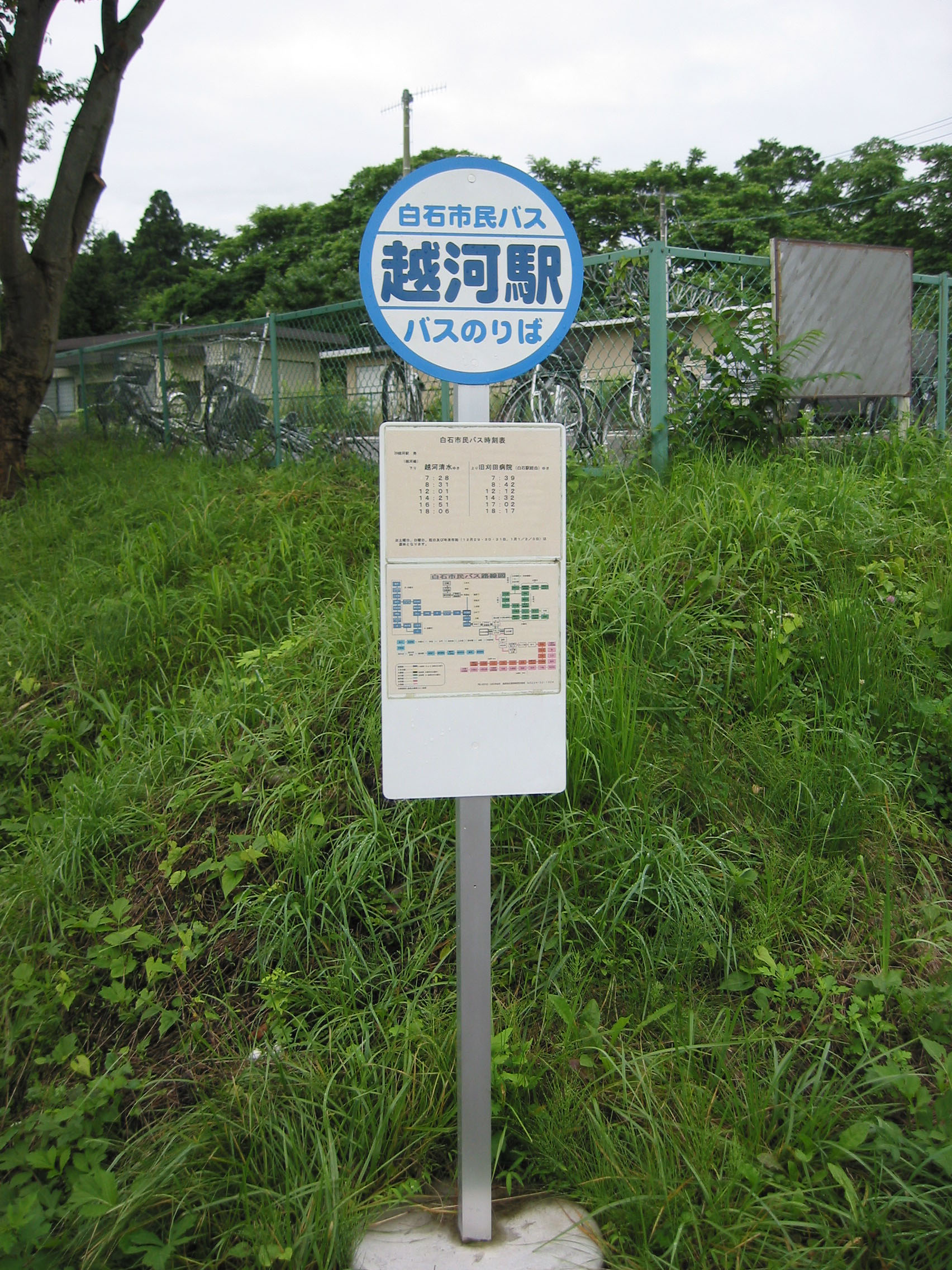
白石市民バスのバス停

※2022年4月1日現在。特記ないものは月曜日 - 金曜日運行。
越河線
- （刈田病院 - ）白石駅 - 城下広場 - 田町 / 城南二丁目 - 南中学校前 - 越河駅 - （越河小学校←）越河清水

白角線
- （刈田病院 - ）白石駅 - 城下広場 - 田町 / 城南二丁目 - 白石蔵王駅 - 坂端 - 柳沢公民館

大張線
- （刈田病院 - ）白石駅 - 城下広場 - 田町 / 城南二丁目 - 白石蔵王駅 - 坂端 - 大張まちづくりセンター

福岡線
- 城下広場 - 白石駅 - 刈田病院 - 鎌先温泉 - 弥治郎こけし村（ - 萩平 - 三住研修センター - 巻平）
- 城下広場→白石駅→刈田病院→鎌先温泉→弥治郎こけし村→萩平→泉→キツネ村→川原子→弥治郎こけし村
  - 弥治郎こけし村 - 巻平間は月曜・木曜の1往復のみ。川原子を循環する系統は火曜・金曜の2本のみ。

大網線
- 城下広場 - 白石駅 - 刈田病院 - 馬場先 - 大網
  - 水曜のみ運行。

三本木線
- 城下広場→白石駅→馬場先→三本木→牧場入口→深谷小学校前→馬場先→白石駅→城下広場

白川線
- 刈田病院 - 白石駅 - 城下広場 - 家老沢 - 赤丸橋 - 五合田橋 - 団地入口 - 内親集会所（ - 赤丸集荷所）
  - 内親集会所 - 赤丸集荷所間は金曜のみ運行。

小原線
- 城下広場 - 白石駅 - 滝下 - 小原温泉 - 江志前（ - 上戸沢）
  - 江志前 - 上戸沢間は火曜・木曜のみ運行。

まちなか循環便（試験運行）
- 城下広場 - 白石駅 - 中央公民館前 - キューブ前 - 白石蔵王駅 - 城南二丁目 - 白石高校前 - 白石城 - 白石駅 - 城下広場

### 廃止路線
薬師堂線
- 城下広場 - 白石駅 - 薬師の湯
  - 2018年4月 - 小原線に統合[5]。

## 車両
- 各車両の車体には、白石城をデザインしたイラストが描かれている。なお、市民バス運行開始時に新規導入した車両、市所有のバスを用途変更した車両、運行開始後にミヤコーバスより移籍した車両等があり、車種は統一されていない。また極稀にミヤコーバス白石営業所所属の路線車が使用されることがあった。
  - 但し、自治体所有の自家用自動車による有償運送では本来、車両検査時等の代替車両は自治体側で準備する必要があり、他自治体で同様に受託事業者が緑ナンバー車両で代替車両運行を行っていた例が全て是正されたため、今後緑ナンバー車両での検査時等代替運行は見ることはできない。

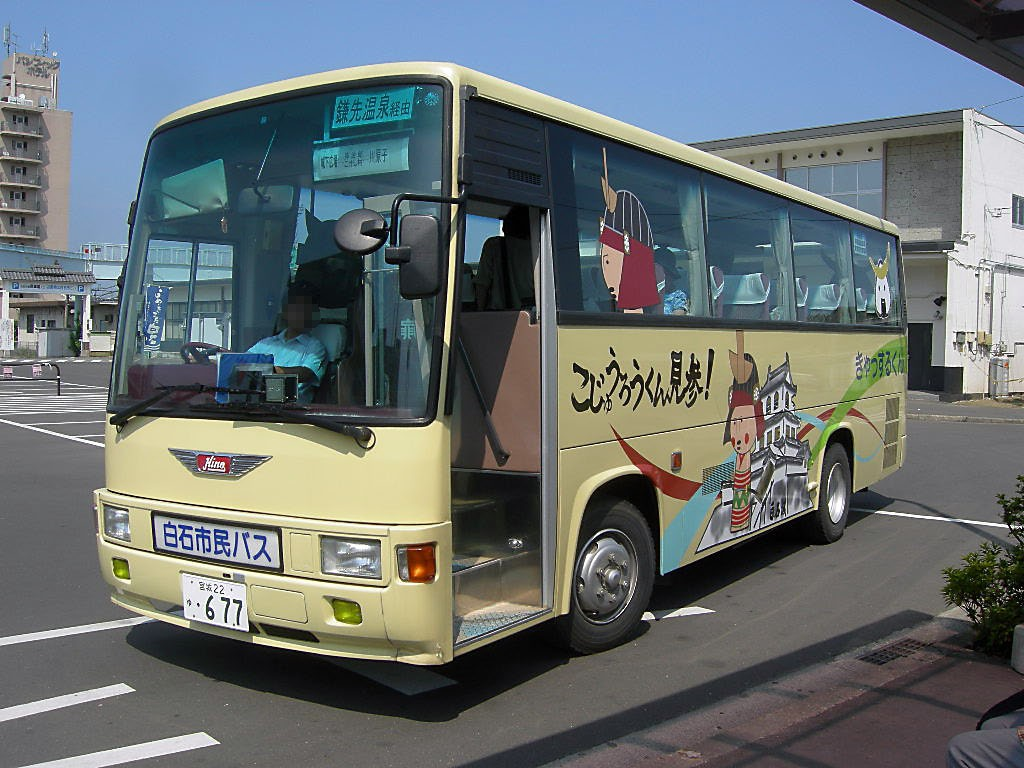
白石市民バス「きゃっするくん」（用途変更した車両）
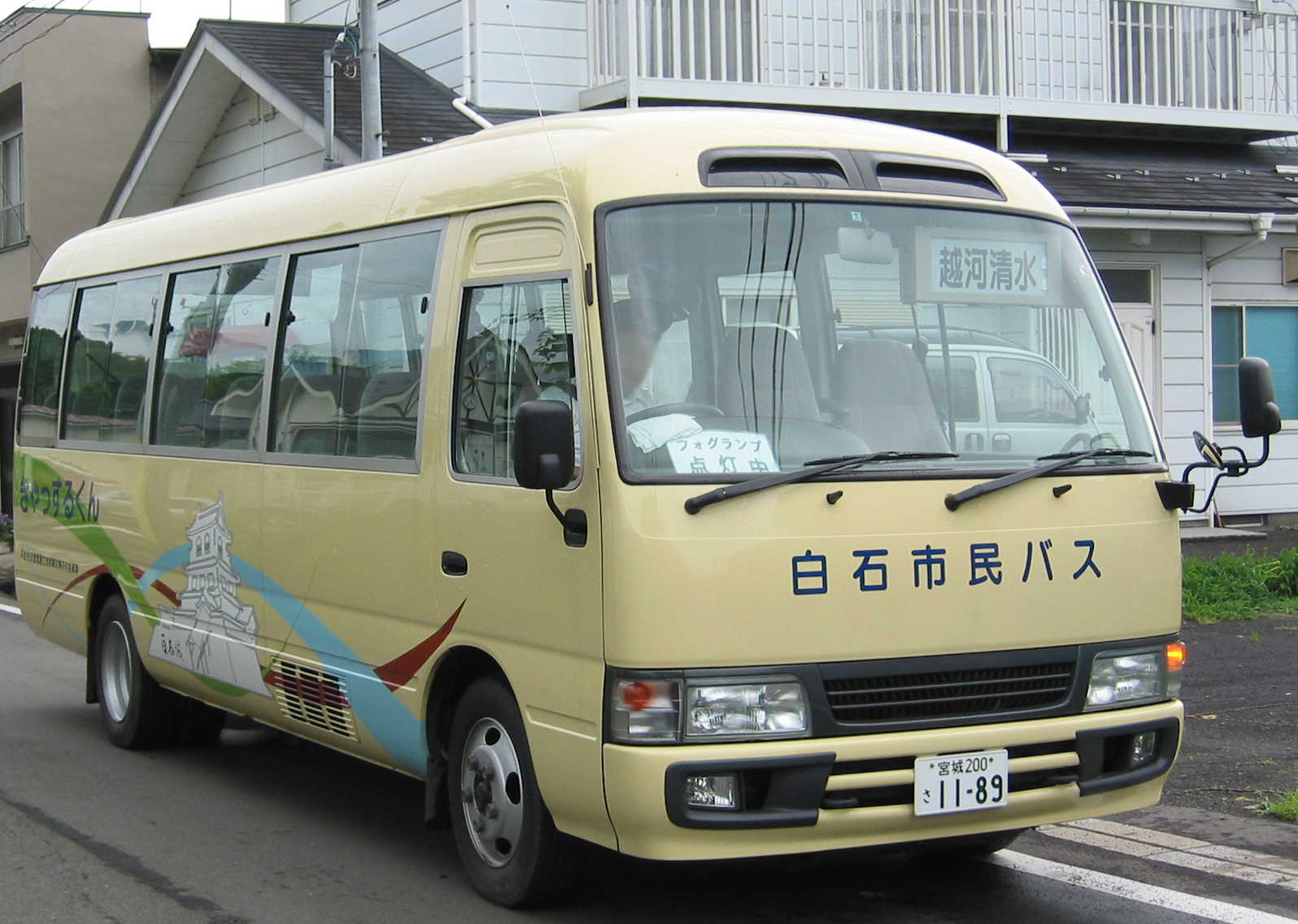
白石市民バス「きゃっするくん」（新規導入した車両）